# SN 2004eu
SN 2004eu – supernowa typu Ic odkryta 6 października 2004 roku w galaktyce M+07-05-39. W momencie odkrycia miała maksymalną jasność 17,30m.